# 高山旭座
高山旭座（たかやまあさひざ）は、かつて岐阜県高山市に存在した映画館。日本初の複合映画館とされることがある。オスカー・ミラノ館とウェスト・サウス館に計4スクリーンを所有。2014年8月時点で飛騨地方唯一の映画館であった。

## データ
- 所在地：岐阜県高山市三福寺町359-1（現在のファミリーストアさとう三福寺店の位置[3]）
- 支配人：牛丸昭則（閉館時[2]）
- 座席数
  - オスカー1（スクリーン1）：100席
  - ミラノ2（スクリーン2）：130席
  - ウエスト3（スクリーン3）：120席
  - サウス4（スクリーン4）：120席

## 歴史
1950年代、吉城郡古川町金森にあった芝居小屋・旭座を引き継ぎ、映画館・古川劇場が開館した。その後、古川劇場は古川町壱之町の新栄会館と統合、古川町に唯一最後まで残った映画館・旭座として存続したが、1984年に高山市内に移転の形で進出することとなった。旭座が移転するまでの高山市内には1980年代まで、「有楽座」「京極大映」という2つの映画館が、長らく存在していた。
1984年12月、2スクリーンを持つ複合映画館として高山旭座が開館。数十台分の駐車場を持ち、複数の映画を同時に上映できるシネマコンプレックスの先駆けとして、日本中の映画業界関係者から注目を集めた。開館当時7歳だったラジオパーソナリティの都竹悦子（高山市出身）は、当時ロードショー上映されていたジョー・ダンテ監督作『グレムリン』（配給ワーナー・ブラザース、日本公開1984年12月8日）を観たという。
1998年7月、オスカー・ミラノ館の南側にウェスト・サウス館を新設し、4スクリーン体制となった。2000年代に入ってからも『ハリー・ポッターと賢者の石』（監督クリス・コロンバス、配給ワーナー・ブラザース、日本公開2001年12月1日）などのヒット作を輩出し、最盛期には年間来館者数が10万人を超えた。高山市出身の映画プロデューサー・益田祐美子は、『築城せよ!』（監督古波津陽、配給東京テアトル）が上映された2009年9月12日と、『瀬戸内海賊物語』（配給松竹、2014年5月31日封切）が上映された2014年7月19日に舞台挨拶を行っており、後者の上映時には同作の監督である大森研一や高山市長（当時）の國島芳明も同伴したという。またフジテレビ所属のテレビディレクター・松山博昭（高山市国府町出身）は、自身も演出に携わったテレビドラマ『LIAR GAME』の映画版『LIAR GAME ザ・ファイナル・ステージ』（配給東宝、2010年3月6日封切）上映中の2010年4月29日に旭座で舞台挨拶を行っている。
2009年にはジェームズ・キャメロン監督の『アバター』（配給20世紀フォックス、日本公開2009年12月23日）が3D映画ブームを生んだが、高山旭座は3D映画上映設備を有しておらず、他のシネコンに観客を奪われる要因の一つとなった。2013年には全スクリーンのデジタル化を行ったが、富山市や岐阜市にできたシネコンの影響で観客数が減少し、2014年6月に閉館を発表。同年8月31日を予定していた閉館日は1日延ばしの9月1日となり、同日夜9時35分終映の『レ・ミゼラブル』を最後に30年の歴史にピリオドを打った。
2015年3月26日、劇場跡地にスーパーマーケット「ファミリーストアさとう三福寺店」がグランドオープンした。